# Taikichiro Mori
Taikichiro Mori (森 泰吉郎, Mori Taikichirō) est un entrepreneur né le 1er mars 1904 et mort le 30 janvier 1993. Il est le fondateur de Mori Building Company et est connu pour avoir été l'Homme le plus riche du monde en 1991 et 1992.

## Biographie
Issu d'une famille modeste du quartier de Minato à Tokyo, d'un père marchand, Mori termine ses études à l'université Hitotsubashi en 1928. Après la Seconde Guerre mondiale, il devient professeur d'économie à l'université municipale de Yokohama. En 1959, à l'âge de 55 ans et à la suite du décès de son père, il quitte l'université pour fonder l'entreprise Mori Building Company.
Dès 1987, Mori devient le deuxième Homme le plus riche du monde, derrière Yoshiaki Tsutsumi. En 1991, Forbes classe l'entrepreneur comme l'Homme le plus riche du monde, sa fortune étant estimée à 13 milliards de dollars en 1992.
Il meurt le 30 janvier 1993, d'un arrêt cardiaque à l'âge de 88 ans. Sa fortune est léguée à ses deux fils, Minoru et Akira.